# Dekompression (Verbrennungsmotor)

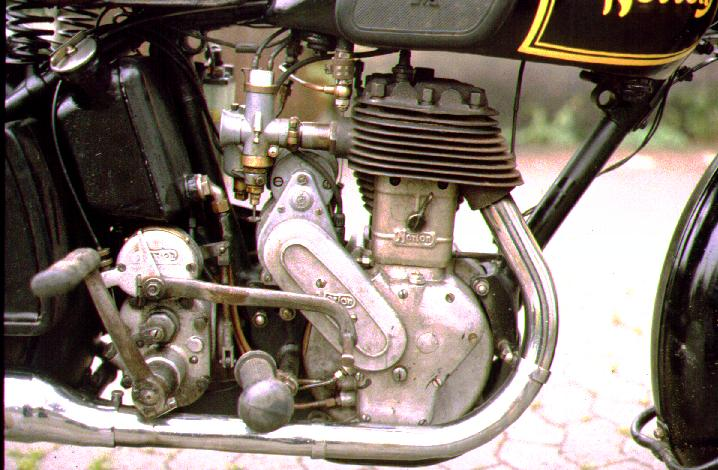
Dekompressionshebel an einer seitengesteuerten Norton 16H, unter dem Zylinderkopf und über dem Schriftzug "Norton"

Dekompressionshebel innen neben dem Griff am linken NSU-Quickly-Lenkerende

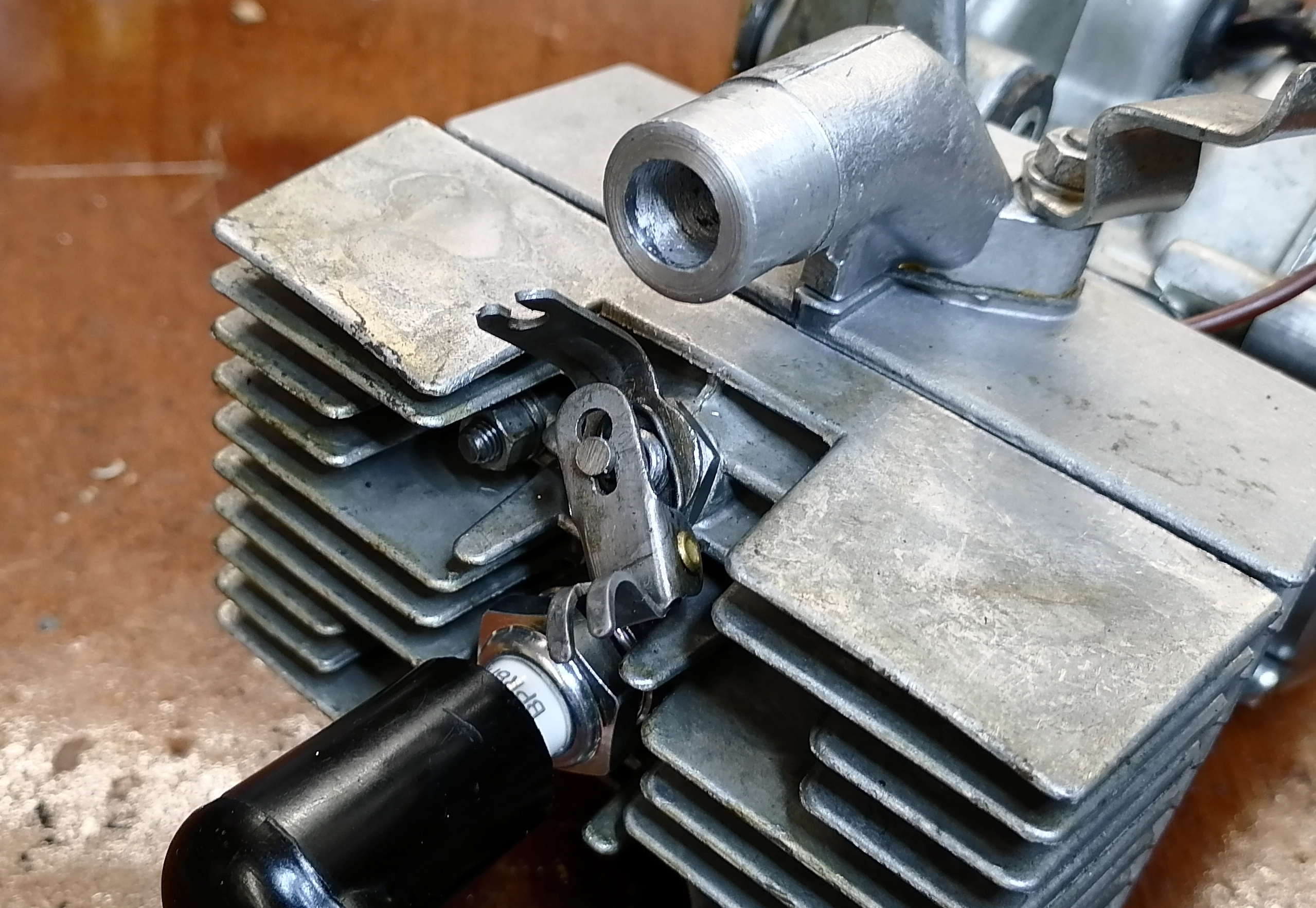
Dekompressionsventil am Zylinderkopf eines Mosquito-Motor zwischen Vergaseransaugstutzen und Zündkerze

Als Dekompression werden bei Verbrennungsmotoren Verfahren bezeichnet, den im Verdichtungstakt durch die Verdichtungsarbeit entstehenden Widerstand durch eine vorübergehende Aufhebung der Verdichtung zu vermindern. Der vorwiegende Zweck ist die Erleichterung des Motorstarts.

## Einsatz und Funktionsweise
Dekompressionsvorrichtungen finden vor allem an Motoren ohne Elektrostarter Verwendung, um den Anlassvorgang durch Muskelkraft, z. B. durch einen Kickstarter, eine Kurbel, Pedale oder auch einen Reversierstarter zu erleichtern. Der oder die Kolben eines Motors mit größeren Einzelhubräumen sind beim Anwerfen je nach Verdichtung und Hubraum nur relativ schwer aus dem Stand über den Totpunkt des Verdichtungstaktes hinüber weg zu bewegen, da durch die zu leistende Verdichtungsarbeit eine starke Gegenkraft entsteht, die das Erreichen einer Mindestwinkelgeschwindigkeit der Kurbelwelle, bei der der Motor anspringt, erschwert. Um dieses Beschleunigen der Kurbelwelle auf die Anspringdrehzahl zu erleichtern, wird während der ersten Umdrehungen durch eine gezielt herbeigeführte Undichtigkeit im Arbeitsraum des Zylinders während des Verdichtens dieser Schleppwiderstand verringert, so dass der Kurbeltrieb und die anderen rotierenden Massen Schwung aufnehmen können. Auch bei Motoren mit E-Startern, insbesondere großvolumigen Ein- oder Zweizylindern im Motorradbereich, sind solche Vorrichtungen im Einsatz, da durch das geringere Widerstandsmoment der Starter selbst und die Starterbatterie kleiner und somit gewichtssparender ausgelegt werden können.
Oft sind Einzylinder-Verbrennungsmotoren älterer Kraftfahrzeuge (Oldtimer), vornehmlich Motorräder und Mopeds, vereinzelt auch kleine Automobile oder Traktoren mit Einzylindermotor mit Dekompressionen ausgestattet. Aber auch bei modernen Rasenmähermotoren, Stationärmotoren und handgeführten Motorarbeitsgeräten wie zum Beispiel Motorsägen gibt es solche Vorrichtungen.
Dekompressionsvorrichtungen können manuell oder automatisch ausgeführt sein. Bewerkstelligt wird der gezielte Druckverlust bei Zweitaktmotoren meist durch ein im Zylinderdeckel eingeschraubtes, kleines Ventil, das bei Betätigung durch einen Bowdenzug das komprimierte Arbeitsgas in die Umgebungsluft entweichen lässt. Bei Arbeitsmaschinen sind halbautomatische Ventile üblich, die vor dem Start per Knopfdruck manuell geöffnet und vom Arbeitsdruck der ersten Zündungen selbständig wieder geschlossen werden. Bei ventilgesteuerten Viertaktern wird dagegen meist auf den Betätigungsmechanismus eines Auslassventiles eingewirkt, so dass dieses phasenweise gar nicht schließt („Ventilausheber“) oder ein zusätzlicher, kleiner Öffnungshub während des Verdichtungstaktes eingeschoben wird, um einen Teil des verdichteten Gases in den Auspuff abzublasen.

### Dekompressionshebel
Der Dekompressionshebel („Dekohebel“, „Deko“) betätigt insbesondere bei Einzylinder-Zweitakt-Motoren das Dekompressionsventil im Zylinderkopf oder öffnet bei Viertaktmotoren ein oder mehrere Auslassventile; in diesem Fall wird er auch als Ventilausheber-Hebel bezeichnet. Der Betätigungshebel ist federbelastet; man zieht oder drückt ihn zum Start. Wenn der Motor über den Kickstarter oder die Pedale Schwung bekommen hat, ohne von der Verdichtung behindert zu sein, lässt man den Hebel los, damit der Motor mit einsetzender Verdichtung seine Arbeit aufnehmen kann.
In der DIN-Norm DIN 73005 "Bedienungshebel und Radeinbau bei Krafträdern", Ausgabe Mai 1940, war für den Ausheber-Bedienungshebel eine Position am linken Lenkerende zwischen Kupplungshebel und Zünd(verstell)hebel vorgesehen. DIN 71901, Blatt 2 "Hebel und Griffe für Motorfahrrad- und Kraftradlenker; Anordnung und Anschlußmaße an Lenkerenden", Ausgabe Oktober 1951, bemaßte die Befestigung für den "Ausheberhebel C nach DIN 71902", und in DIN 71902, Blatt 3 "Hebel für Motorfahrrad- und Kraftradlenker; Außenzug-Ausheberhebel" wurden konstruktive Details und Maße für den Hebel festgelegt; der wirksame Hebelarm sollte danach etwa 65 mm lang sein und der Weg des Seilzuges bei vollem Hebelausschlag 15 mm betragen. Als Werkstoff war Zink vorgesehen. Die Erstausgabe DIN 71902 FI; Blatt 3, vom Mai 1943 hatte weitere Einzelheiten festgelegt.

### Automatische Dekompression

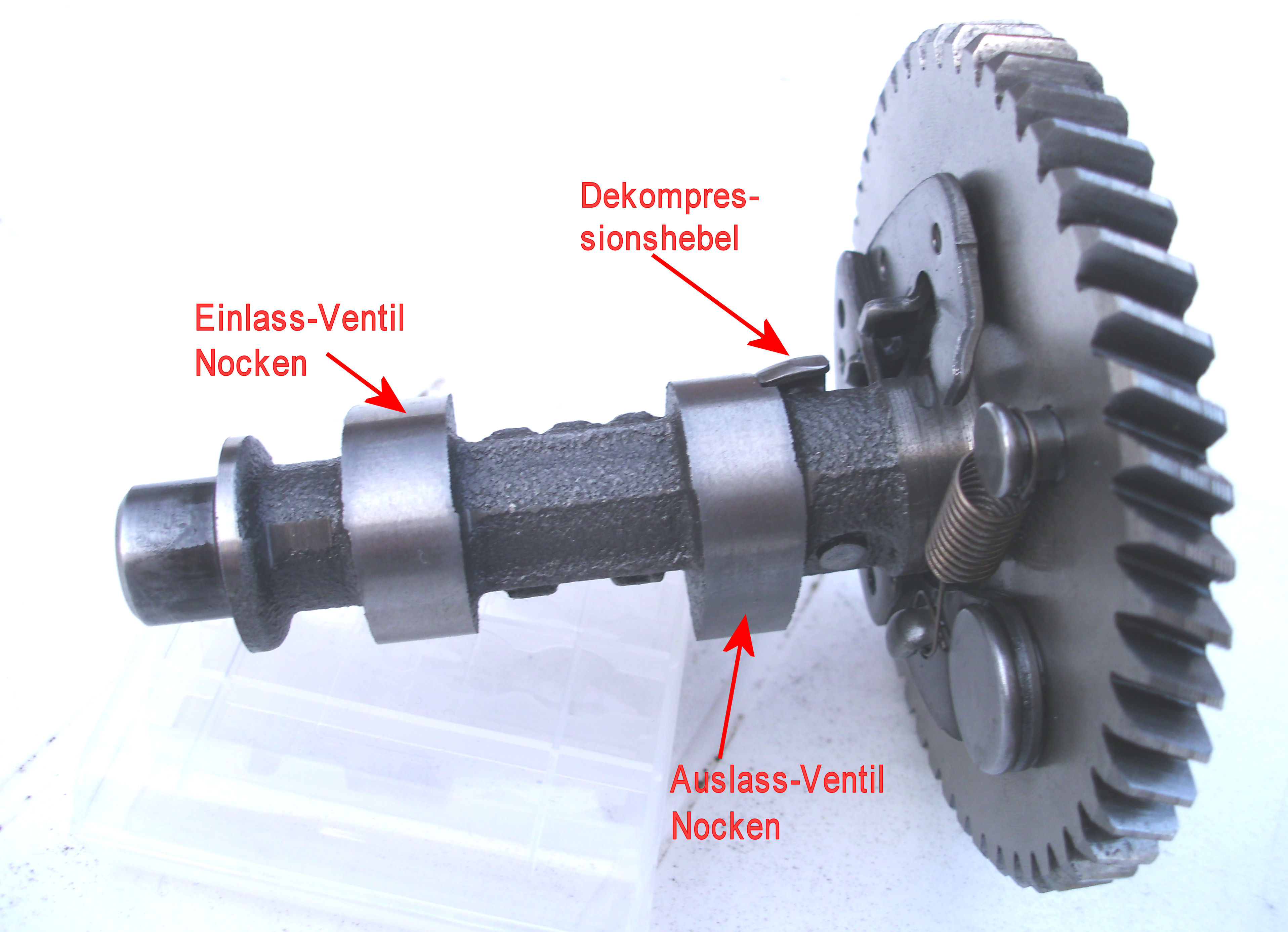
Nockenwelle eines Honda GX-160 Gerätemotors mit fliehkraftgesteuertem Dekompressionsmechanismus am Auslassnocken

Jüngeren Datums sind Lösungen, die Wirkung der Dekompression zu automatisieren. Dies kann bei Motorrädern teilautomatisch so erfolgen, dass nach Betätigen eines Hebels für eine oder zwei Kurbelwellenumdrehungen (die Umdrehungszahl, die beim vollen Betätigungsweg des Kickstarters erzielt wird) der Ventilausheber aktiv ist, beim nächsten OT-Durchgang aber das Ventil automatisch ganz schließt und der Motor zündet. Mit der Kickstarter-Betätigung gekoppelt ist beispielsweise der Ventilausheber des Einzylinder-Motors des Motorradmodells Yamaha SRX600.
Automatische Dekompressionen mit Fliehkraftsteuerung arbeiten meist in der Weise, dass im Grundkreis der Gleitbahn eines Auslassnockens pro Zylinder ein kleiner Hilfsnocken angeordnet ist. Dieser besteht aus einem parallel zur Drehachse der Nockenwelle angeordnetem Stahlbolzen, der in einer tangential-überschneidenden Bohrung im Nocken liegt. Der Bolzen hat an einer Seite eine Flachstelle, die, wenn sie zur Gleitbahn weist, keinen Einfluss auf die Steuerzeiten hat. Wird der Bolzen relativ zur Nockenwelle verdreht, tritt seine Rundung aus dem Nockenprofil hervor und wirkt über Tassenstößel, Schlepp- oder Kipphebel auf das Ventil. Meist ist im Steuerkettenrad der Nockenwelle oder direkt am Nocken ein federbelastetes Fliehgewicht angeordnet, das bei Erreichen einer gewissen Mindestdrehzahl (noch einiges unterhalb der Leerlaufdrehzahl) den Hilfsnockenbolzen in die deaktivierte Stellung verdreht (= keine Dekompression). Im Stand und bei Anlasserdrehzahl hingegen ist der Nocken in der aktiven Dekompressions-Position.
Beispiele hierfür sind der Zwei-Zylinder-V-Motor des Motorradmodells Suzuki TL1000, der seit 2012 gebaute wassergekühlte BMW-Boxermotor der R-Modelle mit 1200 cm3, die aktuellen KTM-EXC-Viertakter. Auch die GX-Serie von Honda, dies sind kleine Einzylinder-Viertaktmotoren für Arbeitsgeräte, verwenden ein solches System. Beim Motorrad Ducati 1199 Panigale wird mit einer ähnlichen mechanischen Lösung beim Anlassen das Profil der Öffnungsnocken der Desmodromik verändert, so dass die zugehörigen Ventile länger offen gehalten werden.

## Dekompressionsbremse
Eine weitere Anwendung von Dekompressionsvorrichtungen ist die Dekompressionsbremse (auch „Jacobs Brake“ oder „Jake Brake“) zur Erhöhung der Motorbremsleistung bei Dieselmotoren von schweren Nutzfahrzeugen im Schiebebetrieb.